# Saint-Vaize
Saint-Vaize est une commune du sud-ouest de la France située dans le département de la Charente-Maritime (région Nouvelle-Aquitaine). Ses habitants sont appelés les Vasiliens et les Vasiliennes.

## Géographie
La commune de Saint-Vaize se situe dans le centre-est du département de la Charente-Maritime, en région Nouvelle-Aquitaine, dans l'ancienne province de Saintonge. Appartenant au midi de la France — on parle plus précisément de « midi atlantique », au cœur de l'arc atlantique, elle est partie intégrante du Grand Sud-Ouest français, et est parfois également incluse dans un Grand Ouest aux contours plus flous.
Bordée par le fleuve Charente à l'ouest, la commune est délimitée, au nord, par le ruisseau du Brandet, et au sud, par la rivière du Rochefollet.

### Communes limitrophes
|               | Taillebourg         |           |
| Port-d'Envaux | Saint-Vaize         | Le Douhet |
|               | Bussac-sur-Charente |           |

## Urbanisme

### Typologie
Au 1er janvier 2024, Saint-Vaize est catégorisée commune rurale à habitat dispersé, selon la nouvelle grille communale de densité à 7 niveaux définie par l'Insee en 2022.
Elle est située hors unité urbaine. Par ailleurs la commune fait partie de l'aire d'attraction de Saintes, dont elle est une commune de la couronne,. Cette aire, qui regroupe 62 communes, est catégorisée dans les aires de 50 000 à moins de 200 000 habitants,.

### Occupation des sols
L'occupation des sols de la commune, telle qu'elle ressort de la base de données européenne d’occupation biophysique des sols Corine Land Cover (CLC), est marquée par l'importance des territoires agricoles (56,8 % en 2018), en augmentation par rapport à 1990 (53,5 %). La répartition détaillée en 2018 est la suivante : 
forêts (34,6 %), zones agricoles hétérogènes (25,5 %), prairies (16,6 %), terres arables (14,7 %), zones urbanisées (8,6 %). L'évolution de l’occupation des sols de la commune et de ses infrastructures peut être observée sur les différentes représentations cartographiques du territoire : la carte de Cassini (XVIIIe siècle), la carte d'état-major (1820-1866) et les cartes ou photos aériennes de l'IGN pour la période actuelle (1950 à aujourd'hui).

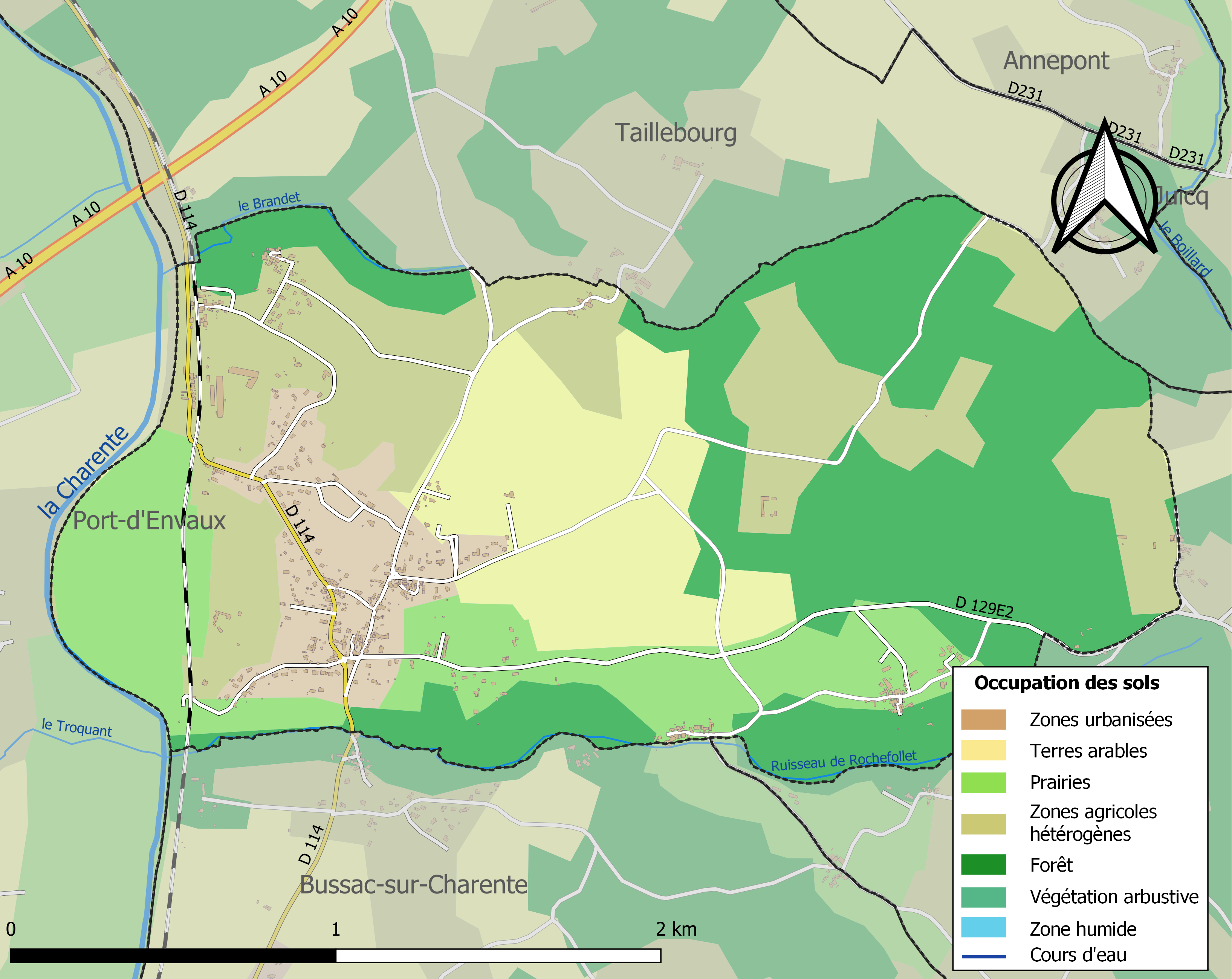
Carte des infrastructures et de l'occupation des sols de la commune en 2018 (CLC).

### Risques majeurs
Le territoire de la commune de Saint-Vaize est vulnérable à différents aléas naturels : météorologiques (tempête, orage, neige, grand froid, canicule ou sécheresse), inondations, mouvements de terrains et séisme (sismicité modérée). Il est également exposé à un risque technologique,  le transport de matières dangereuses. Un site publié par le BRGM permet d'évaluer simplement et rapidement les risques d'un bien localisé soit par son adresse soit par le numéro de sa parcelle.

#### Risques naturels
Certaines parties du territoire communal sont susceptibles d’être affectées par le risque d’inondation par débordement de cours d'eau, notamment la Charente,  et par submersion marine. La commune a été reconnue en état de catastrophe naturelle au titre des dommages causés par les inondations et coulées de boue survenues en 1982, 1983, 1993, 1999, 2010 et 2021,.

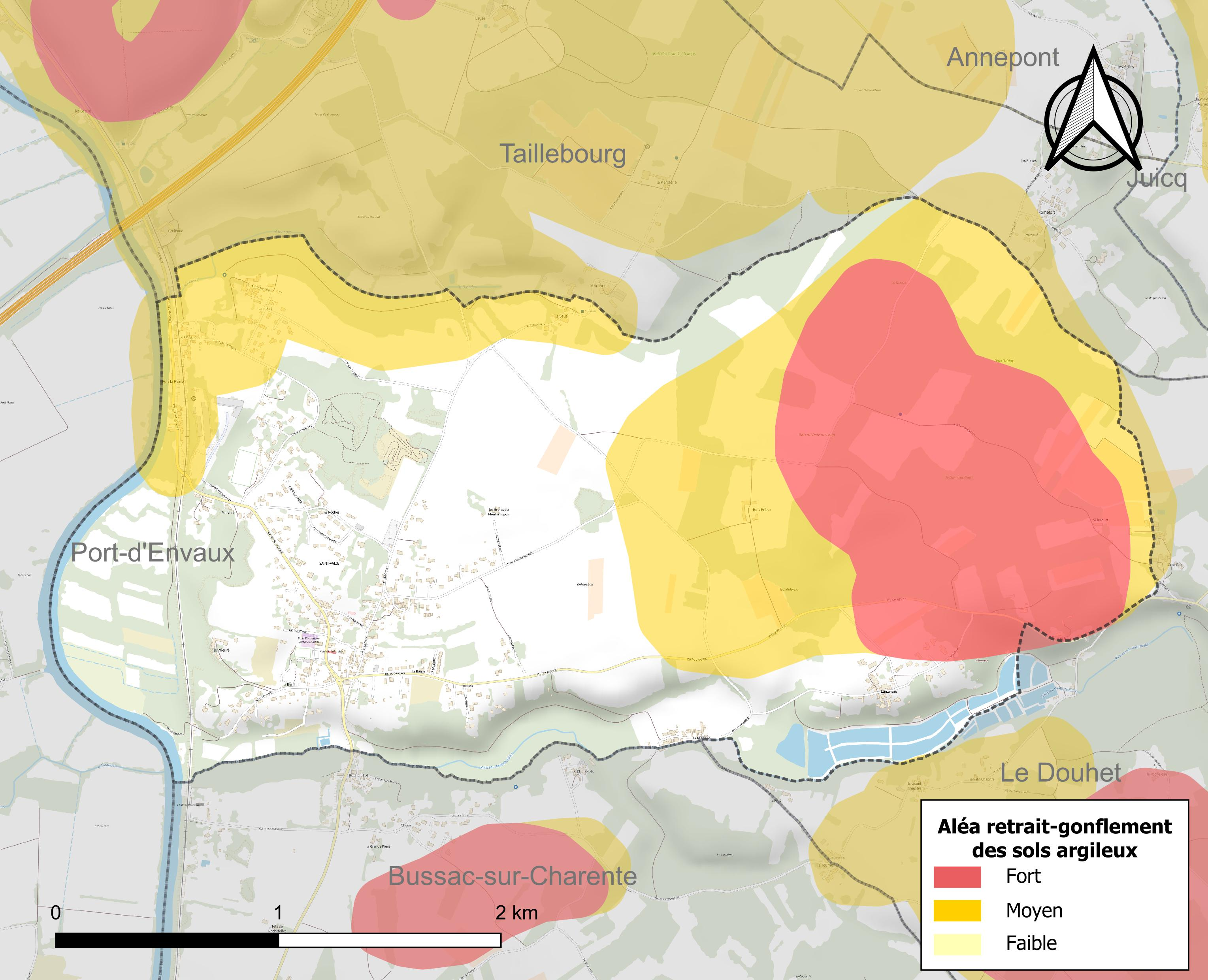
Carte des zones d'aléa retrait-gonflement des sols argileux de Saint-Vaize.

Les mouvements de terrains susceptibles de se produire sur la commune sont des affaissements et effondrements liés aux cavités souterraines (hors mines) et des tassements différentiels. Par ailleurs, afin de mieux appréhender le risque d’affaissement de terrain, l'inventaire national des cavités souterraines permet de localiser celles situées sur la commune.
Le retrait-gonflement des sols argileux est susceptible d'engendrer des dommages importants aux bâtiments en cas d’alternance de périodes de sécheresse et de pluie. 47,6 % de la superficie communale est en aléa moyen ou fort (54,2 % au niveau départemental et 48,5 % au niveau national). Sur les 297 bâtiments dénombrés sur la commune en 2019,  51 sont en aléa moyen ou fort, soit 17 %, à comparer aux 57 % au niveau départemental et 54 % au niveau national. Une cartographie de l'exposition du territoire national au retrait gonflement des sols argileux est disponible sur le site du BRGM,.
Par ailleurs, afin de mieux appréhender le risque d’affaissement de terrain, l'inventaire national des cavités souterraines permet de localiser celles situées sur la commune.
Concernant les mouvements de terrains, la commune a été reconnue en état de catastrophe naturelle au titre des dommages causés par la sécheresse en 2003 et 2005 et par des mouvements de terrain en 1999 et 2010.

#### Risques technologiques
Le risque de transport de matières dangereuses sur la commune est lié à sa traversée par une ou des infrastructures routières ou ferroviaires importantes ou la présence d'une canalisation de transport d'hydrocarbures. Un accident se produisant sur de telles infrastructures est susceptible d’avoir des effets graves sur les biens, les personnes ou l'environnement, selon la nature du matériau transporté. Des dispositions d’urbanisme peuvent être préconisées en conséquence.

## Toponymie
Le nom de la commune provient de Vasius, à qui la paroisse avait été dédiée.

## Histoire

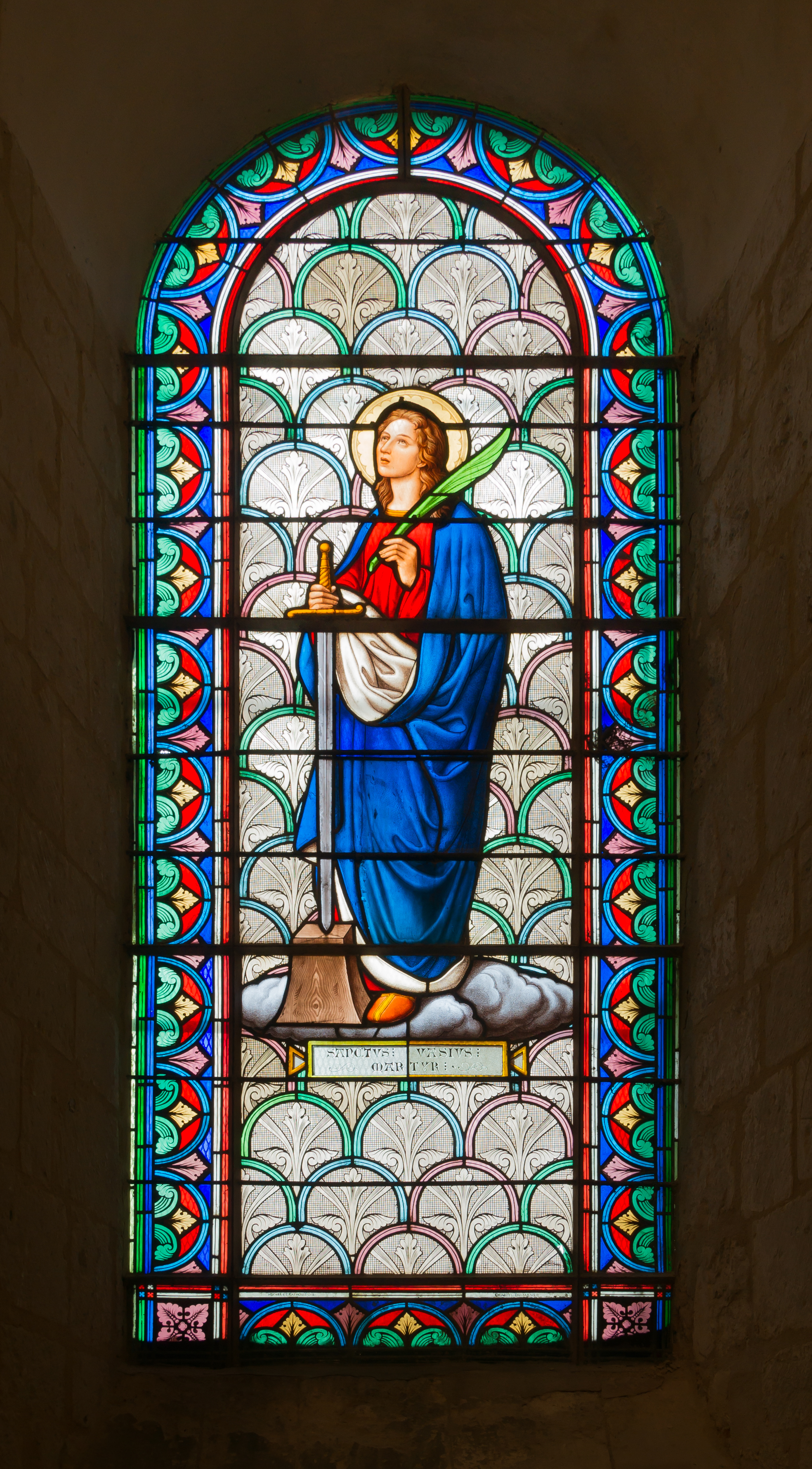
Saint Vaize, vitrail (XIXe siècle) de la basilique Saint-Eutrope de Saintes.

Le village aurait été fondé à la fin du Ve siècle par Vasius, fils d'une riche famille de Mediolanum Santonum, pour y installer ses esclaves, qu'il avait libéré. Un monastère est créé en 511 et exista jusqu'en 865,.
Jusqu'au milieu du XXe siècle, Saint-Vaize était une étape d'embarquement de blocs de pierre calcaire en vue de leur transport sur le fleuve Charente. De cette époque subsiste le nom d'un des hameaux : Port-la-Pierre.
Le 1er février 1945, un avion des forces aériennes françaises s'écrase au nord du village, abattu par des tirs allemands. L'adjudant Prunier et le sergent Séverac périssent ; le sous-lieutenant Nimier survit. Une stèle en mémoire des deux victimes se situe aujourd'hui sur le lieu du crash.

## Administration

### Liste des maires
| Période                                  | Période   | Identité         | Étiquette | Qualité               |
| ---------------------------------------- | --------- | ---------------- | --------- | --------------------- |
| mars 1977                                | juin 1995 | Suzanne Chartier |           | Directrice d'école    |
| juin 1995                                | 2004      | Roger Rousseau   | PCF       |                       |
| 2004                                     | en cours  | Michel Roux      | LFI       | Ingénieur en retraite |
| Les données manquantes sont à compléter. |           |                  |           |                       |

### Région
À la suite de la réforme administrative de 2014 ramenant le nombre de régions de France métropolitaine de 22 à 13, la commune appartient depuis le 1er janvier 2016 à la région Nouvelle-Aquitaine, dont la capitale est Bordeaux. De 1972 au 31 décembre 2015, elle a appartenu à la région Poitou-Charentes, dont le chef-lieu était Poitiers.

## Démographie

### Évolution démographique
L'évolution du nombre d'habitants est connue à travers les recensements de la population effectués dans la commune depuis 1793. Pour les communes de moins de 10 000 habitants, une enquête de recensement portant sur toute la population est réalisée tous les cinq ans, les populations de référence des années intermédiaires étant quant à elles estimées par interpolation ou extrapolation. Pour la commune, le premier recensement exhaustif entrant dans le cadre du nouveau dispositif a été réalisé en 2006.

En 2022, la commune comptait 628 habitants, en évolution de −2,18 % par rapport à 2016 (Charente-Maritime : +4,04 %, France hors Mayotte : +2,11 %).
| 1793 | 1800 | 1806 | 1821 | 1831 | 1836 | 1841 | 1846 | 1851 |
| ---- | ---- | ---- | ---- | ---- | ---- | ---- | ---- | ---- |
| 324  | 385  | 345  | 425  | 452  | 440  | 431  | 415  | 407  |

| 1856 | 1861 | 1866 | 1872 | 1876 | 1881 | 1886 | 1891 | 1896 |
| ---- | ---- | ---- | ---- | ---- | ---- | ---- | ---- | ---- |
| 412  | 428  | 401  | 395  | 367  | 432  | 428  | 360  | 350  |

| 1901 | 1906 | 1911 | 1921 | 1926 | 1931 | 1936 | 1946 | 1954 |
| ---- | ---- | ---- | ---- | ---- | ---- | ---- | ---- | ---- |
| 297  | 312  | 288  | 313  | 302  | 298  | 297  | 344  | 336  |

| 1962 | 1968 | 1975 | 1982 | 1990 | 1999 | 2006 | 2011 | 2016 |
| ---- | ---- | ---- | ---- | ---- | ---- | ---- | ---- | ---- |
| 348  | 358  | 337  | 442  | 477  | 463  | 547  | 560  | 642  |

| 2021 | 2022 | - | - | - | - | - | - | - |
| ---- | ---- | - | - | - | - | - | - | - |
| 644  | 628  | - | - | - | - | - | - | - |

## Lieux et monuments
- L'église, construite au XIIe siècle, puis remaniée au XVIIe siècle.
- La stèle en mémoire de l'adjudant Prunier et du sergent Séverac.
- Une cheminée en briques, portant l'inscription « C.M.M.P. 1947 », vestige d'une usine de transformation de tiges de genêt[26].

## Personnalités liées à la commune
- Vaize, mort en martyr à Saintes.

## Galerie

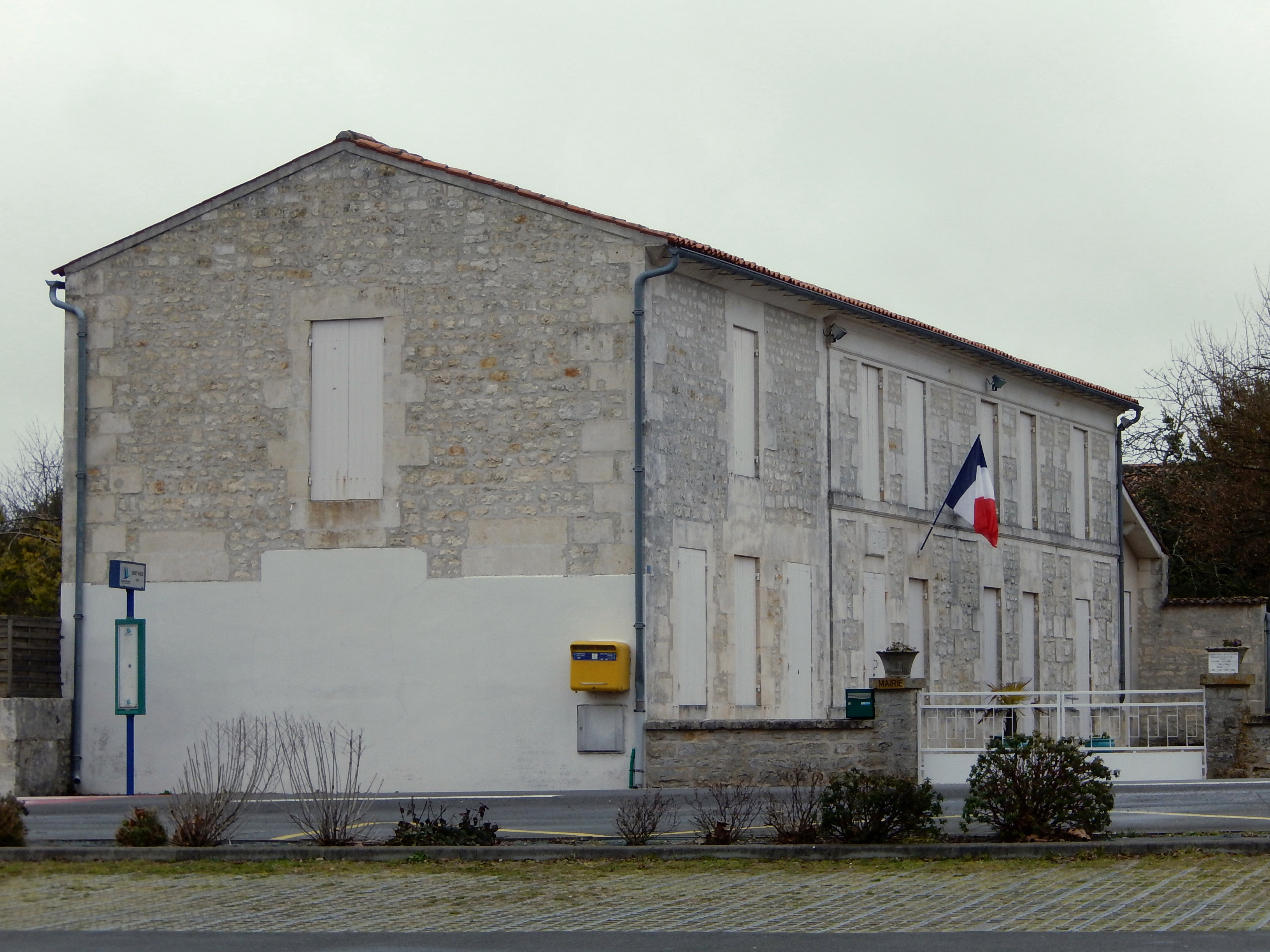
La mairie de Saint-Vaize.
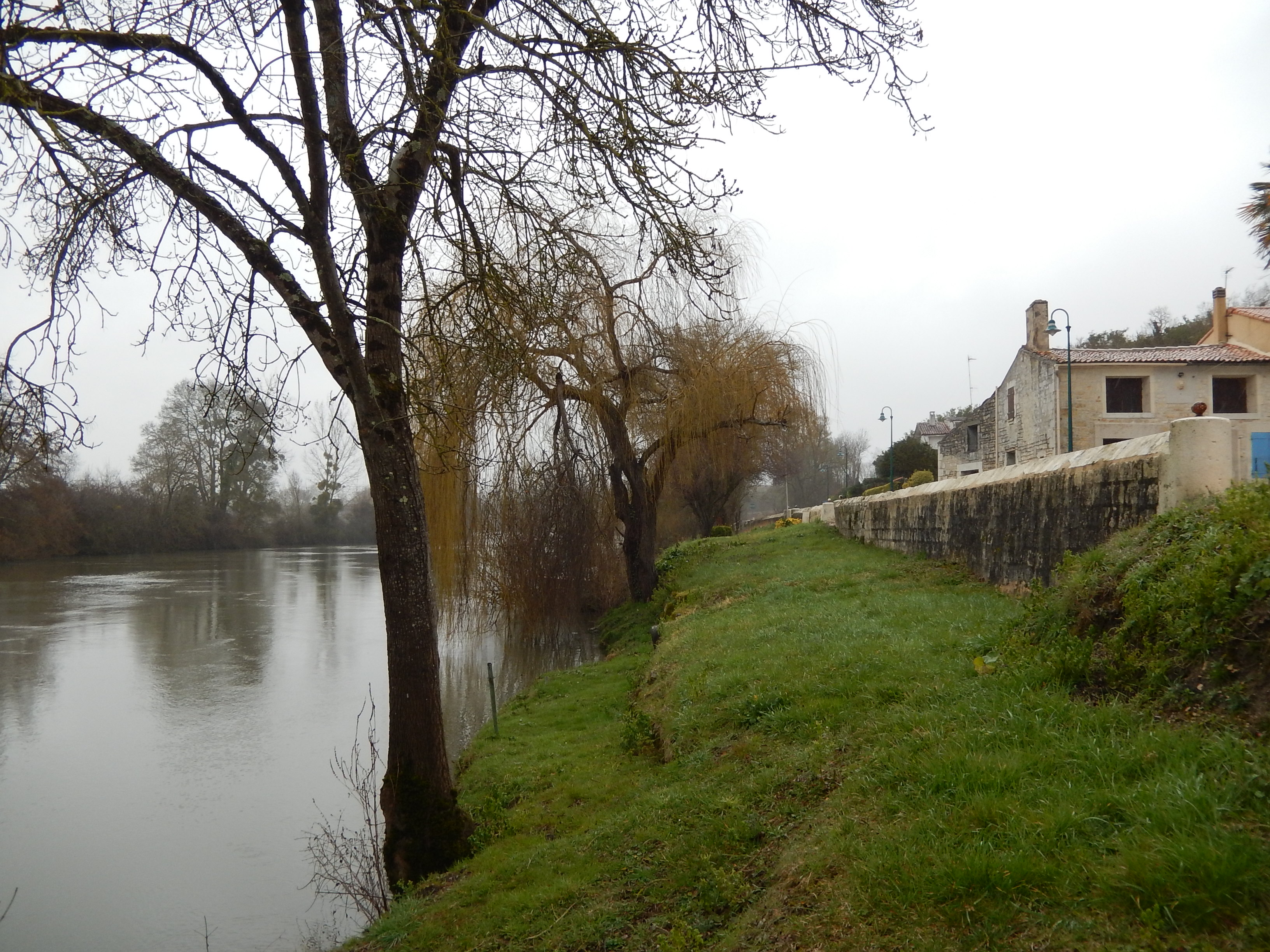
Le fleuve Charente, à Port-la-Pierre.
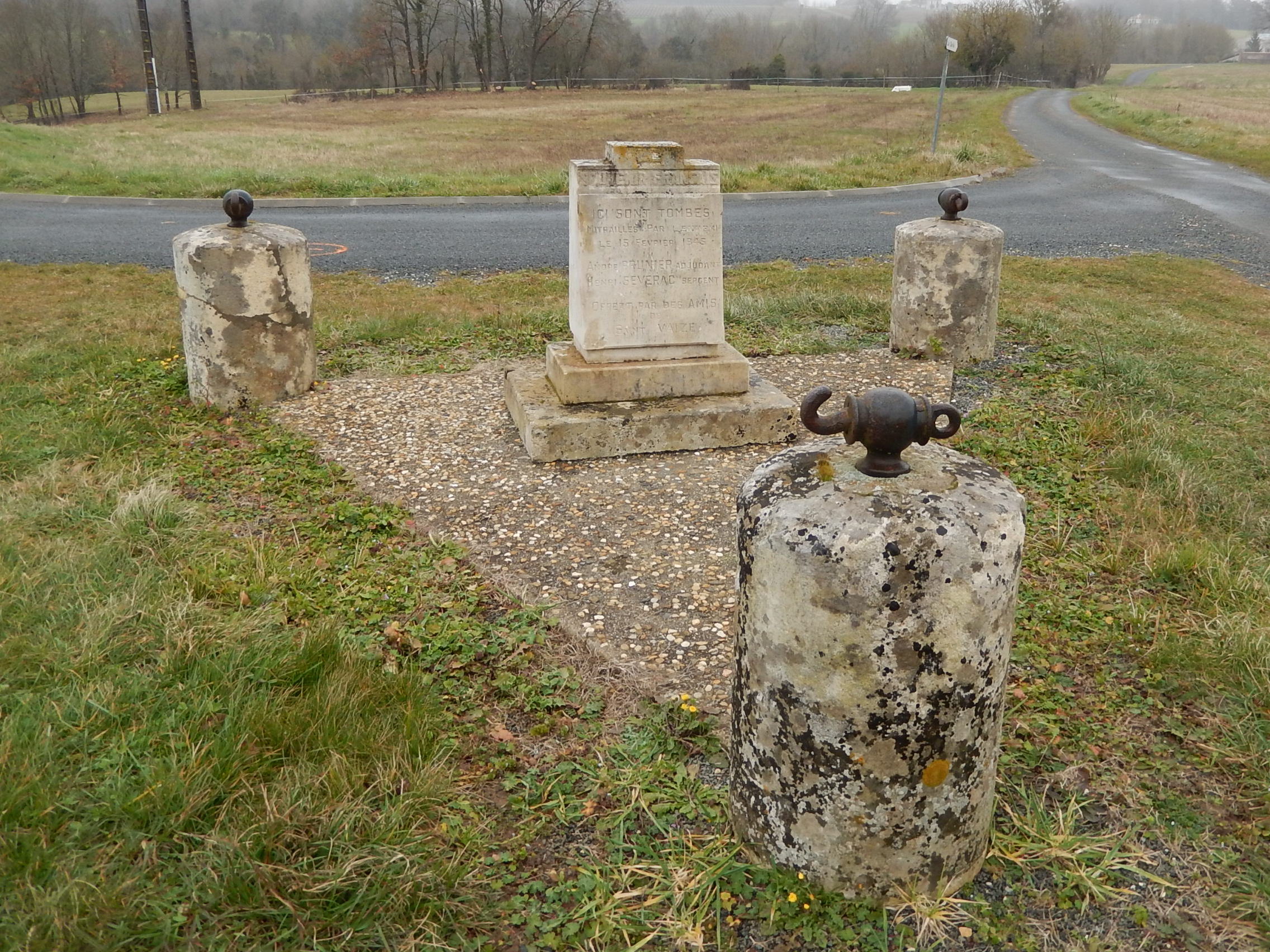
La stèle en mémoire du crash de février 1945.
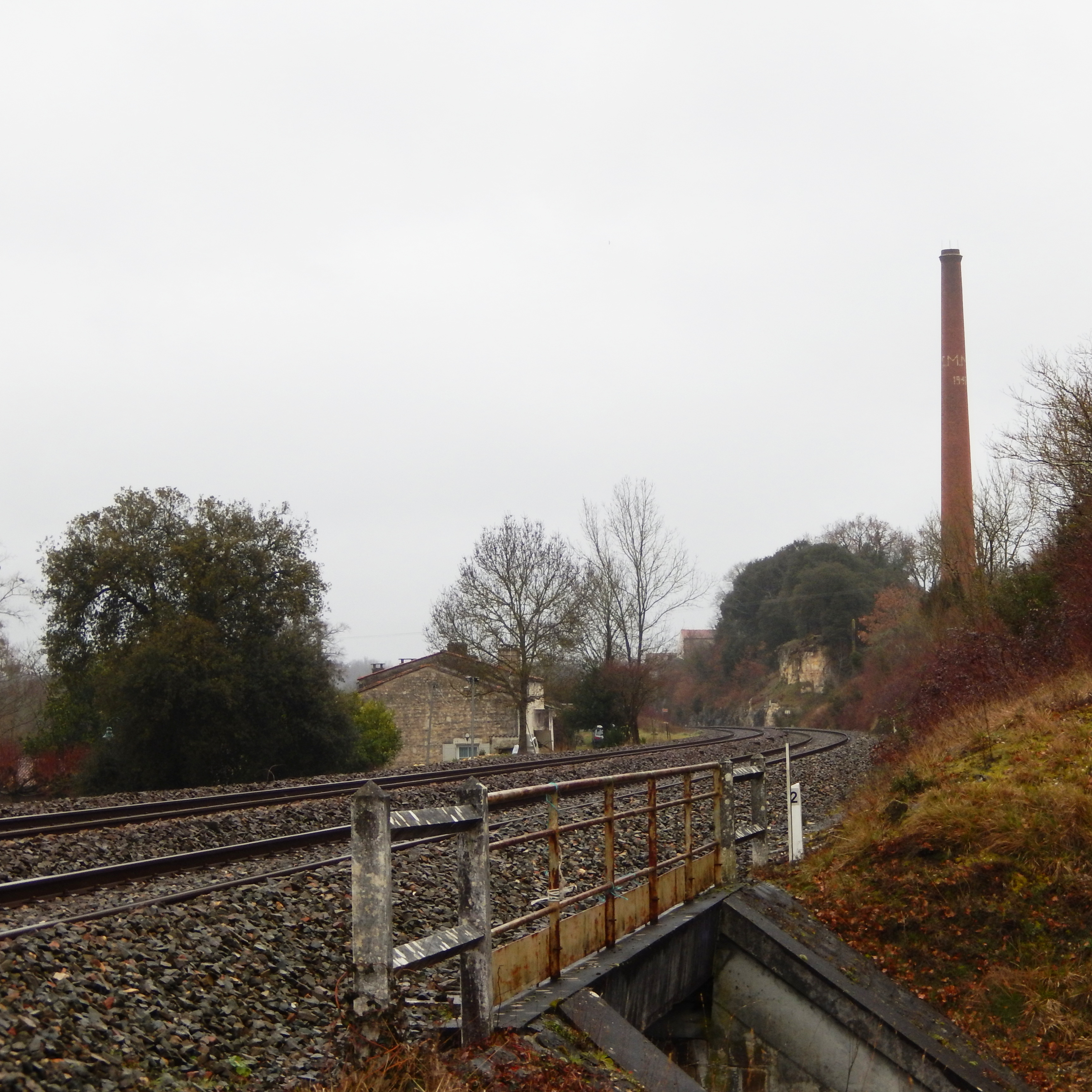
La cheminée, au bord de la ligne SNCF reliant Nantes à Saintes.